# Бэлэчану, Эманоил
Эманоил (Манолаке) Бэлэча́ну (рум. Emanoil Bălăceanu, ? — 1 мая 1842) — румынский землевладелец и философ, социалист-утопист (фурьерист).

## Биография
Дворянин по происхождению, Бэлэчану владел имением Скэени (ныне Болдешти-Скэени) в 15 км на север от Плоешти. Познакомившись с социалистом-утопистом Теодором Диамантом, лично знавшим Шарля Фурье, Бэлэчану в 1835 году принял решение превратить своё имение в фаланстер «Сельскохозяйственное и мануфактурное товарищество» — своеобразный вариант коммуны, считавшийся в социалистическо-утопической концепции Фурье наиболее справедливым способом организации производства. Следуя указаниям Фурье, члены фаланстера (около 100 человек, включая освобождённых Бэлэчану крепостных, крестьян окрестных деревень и ремесленников) совместно трудились, совмещая земледелие, ремесло и умственный труд. Более двадцати человек обучалось в основанной Бэлэчану школе письму, математике, политэкономии, румынскому и французскому языкам.
Власти Валахии усмотрели в фаланстере угрозу для господствовавших в стране по большей части феодальных порядков, и он был объявлен незаконным. 5 января 1837 года фаланстер был разгромлен и уничтожен правительственными войсками. Диамант, Бэлэчану и их соратники были осуждены и сосланы.